# Pierre de Broc
Pour les articles homonymes, voir Broc.
Pierre de Broc, dit l'abbé de Saint-Mars, né le 7 juin 1601 au château de Courtalain dans le diocèse de Chartres et mort le 7 juillet 1671 au château de Régennes, est un prélat français, évêque d'Auxerre au XVIIe siècle.

## Biographie

### Famille
Pierre de Broc est le fils de François, baron de Cinq-Mars, seigneur de Broc, de Lizardière, etc., chevalier de l'ordre du roi, gentilhomme ordinaire de la Chambre du Roi et de Françoise de Montmorency-Fosseux il est le 3e fils des sept enfants nés de leur union en 1596.

### Vie ecclésiale
Destiné à une carrière ecclésiastique, il est abbé de Notre-Dame des Fontenelles, de Ressons et de l'abbaye Toussaint d'Angers.
Camérier du cardinal de Richelieu il est député de Paris à l'Assemblée générale du clergé de 1635 où, « fort considéré de Monsieur le Cardinal de Richelieu », il est désigné comme agent général du clergé de France par la province ecclésiastique de Paris concurremment avec Denis de La Barde, le candidat désigné par la province ecclésiastique de Sens, dont celle de Paris avait été démembrée.
Pierre de Broc se passionne pour la musique et est presque toujours entouré de musiciens.

#### Épiscopat d'Auxerre
Il est nommé dès 1637 à l'évêché d'Auxerre mais, en raison de l'emploi du temps chargé de son poste auprès de Richelieu, il ne peut se faire sacrer que le 4 mars 1640 et retarde sa prise de possession d'encore un mois au 5 avril.
Le 18 août 1646 il remet le pallium, symbole de la charge, au nouvel archevêque d'Héraclée Louis-Henri de Gondrin.
Il autorise la fondation de nombreuses communautés dans son diocèse, entre autres de celles des augustins et des bénédictines à Saint-Fargeau, des ursulines  d'Avallon à Cravant, des chanoines réguliers de Sainte-Geneviève au prieuré de Saint-Eusèbe, des augustines à l'hôtel-Dieu en 1657, des sœurs de la Visitation sur la paroisse Notre-Dame-la-d'Hors et enfin des augustins déchaussés sur celle de Saint-Eusèbe. 
Sous son épiscopat sont mis à jour en 1649 à Varzy des documents négligés - terriers et lettres de comptes - concernant la baronnie de Donzy. Grâce à ces documents, et nonobstant la levée de la saisie féodale ordonnée par le parlement en 1650 en faveur du duc de Nevers, en 1651 il est reconnu seigneur suzerain de Donzy sans doute ni recours possible ; cette reconnaissance de statut s'avère fort utile par la suite.
Il ajoute au domaine épiscopal de Varzy de nombreux biens proches de cette terre.